# 陳秀桂 (教育家)

陳秀桂（英語：Chen Hsiu-Kuei，1968年3月28日—），出生於台灣台南市，為七田真超右腦開發集團 （页面存档备份，存于）中國大陸及台灣區社長 。

## 教育
1999年赴日本島根縣與七田真博士合作取得幼兒右腦開發海外經營權 。而後致力於右腦開發及右腦教具之研究, 負責教師的右腦開發課程與訓練, 零歲教育, 育兒諮詢,以及父母親的精神指導。由於教育幼兒方式與台灣傳統式的兒童教育不同, 因此備受教育界矚目。 陳秀桂受訪曾表示:「腦力等於國力」。

## 房地產事業
2005年起陳秀桂致力於房市投資, 成功坐擁台灣精華地段房地產。2009年起台灣各大媒體相繼報導陳秀桂為神秘知名豪宅主人, 其身價上看新台幣百億元。
而其名下信義富邦豪宅更轉售鴻海集團董事長郭台銘。 

## 慈善
- 財團法人李氏宗親會副董夫人  [9]
- 財團法人中華營建基金理事夫人
- 財團法人台灣腦病防治基金會監事夫人
- 慈濟基金慈友會   [10]

## 經歷
- 日本佐賀縣國際親善大使
- 台北市潛能發展協會副理事長
- 李重耀教育慈善基金會籌備委員
- 龍鼎建設常務董事
- 2016年今周刊財富管理銀行暨證券評鑑委員